# Amblyseius zaheri
Amblyseius zaheri är en spindeldjursart som beskrevs av Yousef och El-Brollosy 1986. Amblyseius zaheri ingår i släktet Amblyseius och familjen Phytoseiidae. Inga underarter finns listade i Catalogue of Life.